# روبرت جونز (لاعب كرة قدم)
روبرت جونز (بالإنجليزية: Robert Jones)‏ (1 يناير 1868 في المملكة المتحدة - 1 يناير 1939) هو لاعب كرة قدم بريطاني (وحمل سابقاً جنسية المملكة المتحدة لبريطانيا العظمى وأيرلندا) في مركزي الدفاع والظهير. شارك مع منتخب ويلز لكرة القدم. أما مع النوادي، فقد لعب مع مانشستر سيتي ونادي إيفرتون ونادي بلاكبول.